# نيومان داربي
نيومان داربي (بالإنجليزية: Newman Darby)‏ هو ركوب الأمواج ‏ ومخترِع أمريكي، ولد في 31 يناير 1928 في ويلكس بار في الولايات المتحدة، وتوفي في 3 ديسمبر 2016 في St. Johns, Florida ‏ في الولايات المتحدة.